# Disprosodia

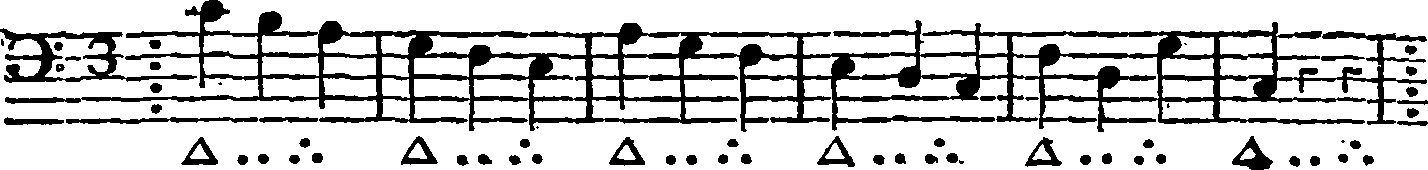
Disprosódia se refere aos distúrbios na melodia, entonação, pausas, tensões, intensidade, qualidade vocal ou sotaque.

Disprosódia ou Síndrome do sotaque estrangeiro refere-se a um distúrbio no qual uma ou mais das funções prosódicas são comprometidas. Aprosódia é a perda de funções prosódicas.
A prosódia se refere às variações na melodia, entonação, pausas, tensões, intensidade, qualidade vocal e sotaque. Como resultado, a prosódia tem uma ampla gama de funções, incluindo a expressão nos níveis linguísticos, atitudinais, pragmáticos, afetivos e pessoais da fala.

## Causas
A disprosódia é geralmente atribuída a danos neurológicos como: tumores cerebrais, traumatismo cranioencefálico, acidente vascular cerebral, demência ou hidrocefalia. Autistas e retardados podem nascer com dificuldade em desenvolver a prosódia.

## Tratamento
Depende da causa, mas pode incluir sessões de terapia da fala com fonoaudiólogo para exercitar a musculatura responsável pela articulação da fala, repetindo frases até (re)aprender as funções da prosódia.